# Пайс, Фернан Диас
Фернан Диас Пайс (или Фернан Диас Пайс Леме, был также известен как Охотник за изумрудами; 1608—1681) — один из наиболее прославленных бандейрантов — португальских первопроходцев в Бразилии.

## Биография
Родом из Сан-Паулу. Участвовал (или был предводителем) в бандейрах, совершённых в 1638, 1644, 1661 и 1674 годах. Скончался от лихорадки в сертане (дикой местности) на территории Эспириту-Санту. Прапрадедушка святого Антониу Галвана.

## Память

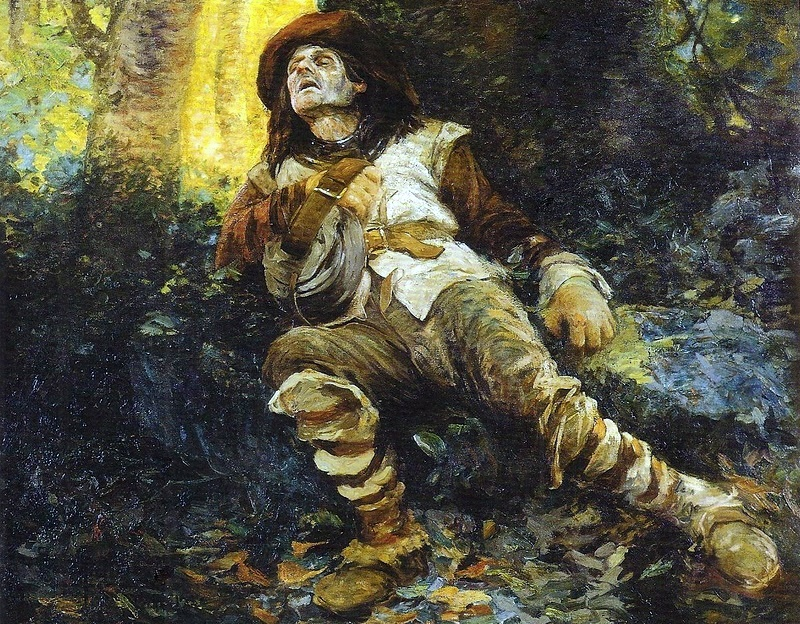
Смерть Фернана Диаса. Картина кисти Антониу Паррейраса

В национальном парке Сумидуро имеется дом-музей Фернана Диаса, признанный национальным достоянием. Он создан в память о нескольких годах, в течение которых последний искал в округе золото и драгоценные камни.

## В культуре
- Фильм O Caçador de Esmeraldas
- Статуи, картины